# Mujer en Ghana

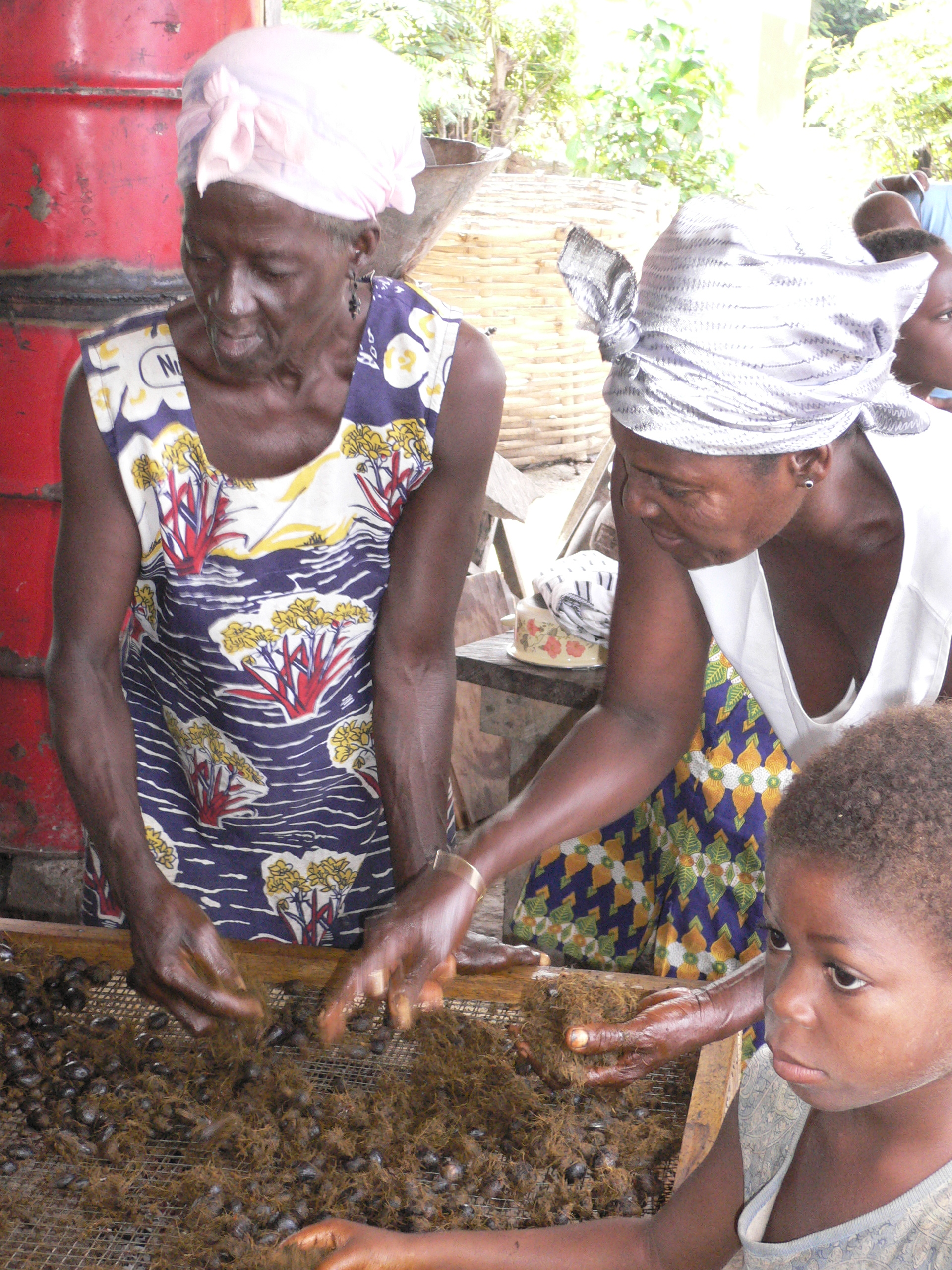
Dos mujeres trabajando en Ghana.

El avance de los derechos de las mujeres en Ghana ha mejorado especialmente en la última década la situación de las mujeres en Ghana y ha modificado sus roles en la sociedad. Ha habido un lento aumento en la participación política de las mujeres ghanesas a lo largo de la historia. Las mujeres tienen los mismos derechos en virtud de la Constitución de Ghana, sin embargo, las disparidades en educación, empleo y salud para las mujeres siguen siendo prevalentes. Además, las mujeres tienen mucho menos acceso a los recursos que los hombres. La situación de las mujeres en las zonas rurales y urbanas es diferente. En todo Ghana, los hogares encabezados por mujeres están aumentando.
Múltiples formas de violencia contra la mujer todavía existen en Ghana. En los últimos años, las organizaciones feministas y los grupos de derechos de las mujeres han aumentado. Los esfuerzos para lograr la igualdad de género continúan creciendo en Ghana. El gobierno de Ghana ha firmado numerosos objetivos y convenios internacionales para mejorar los derechos de las mujeres en Ghana.

## Historia
El papel de la mujer en Ghana ha variado en gran medida a lo largo de la historia del país.
La mujer en la sociedad premoderna de Ghana era criadora de niños y granjera. En la esfera tradicional, la habilidad para el cuidado de los niños se explicaba como renacimiento los ancestros, por lo cual la infertilidad era vista como una gran desgracia familiar.
En tiempos precoloniales, la poligamia estaba vigente, especialmente para los hombres más sanos y fuertes. Los antropólogos explican la práctica como un método para generar mano de obra adicional para la familia. En las sociedades patrilineales, las mujeres necesitaban de su capacidad para parir como modo de asegurarse la seguridad social y económica para sí mismas, especialmente si los hijos eran varones.
En el estudio Seven Roles of Women: Impact of Education, Migration, and Employment on Ghanaian Mother (1987), Christine Oppong y Katherine Abu recogen entrevistas que confirmarn este punto de vista tradicional sobre la procreación
Según gráficos sobre fertilidad en Ghana en 1983, las autoras concluyen que alrededor del 60% de las mujeres del país preferían tener familias grandes con más de 5 hijos. Una tabla estadística que acompaña el estudio refleja que el mayor número de hijos por mujer se daba en las áreas rurales -donde el concepto tradicional es mayor que la media- y en mujeres analfabetas del medio urbano. Esto contrasta con el menor número de hijos por mujer en mujeres con educación post-elemental y con trabajo que les genera salario y poco tiempo para conciliar vida laboral y maternal.
En áreas rurales donde la producción agrícola no comercial es la actividad económica más importante, las mujeres trabajan la tierra y si en áreas costeras venden pescado que los hombres pescadores recogen en el mar.
Muchos de los beneficios que obtienen las mujeres se destinan al mantenimiento de la casa, mientras que el beneficio generado por el hombre se reinvierte en pequeñas empresas, percibidas como propiedad de sus extensas familias. Esta división tradicional subordina el papel de la mujer trabajadora al hombre y se explica por la negativa a la educación femenina en el pasado.

## Activismo y movimiento feminista
El activismo en defensa de los derechos de las mujeres y del movimiento feminista ha aumentado en Ghana a medida que las mujeres han incrementado la presión reclamando un papel más fuerte en el gobierno democrático del país. En 2004, una coalición de mujeres creó el Manifiesto de las Mujeres para Ghana, un documento que exige la igualdad económica y política, así como la atención de la salud reproductiva y otros derechos. Entre otros problemas que marcan la desigualdad entre hombres y mujeres se sitúan la herencia patrilineal y matrilineal, la falta de educación igualitaria, las brechas salariales y las normas sociales y los roles asignados para las mujeres [68] [19]
La práctica de la incorporación de la perspectiva de género se ha debatido en Ghana. Hay un discurso en curso sobre si las cuestiones de género deben ser manejadas a nivel nacional o por los ministerios del sector y de dónde deben venir los recursos económicos para el movimiento de mujeres en Ghana. [69] Además, los críticos de la incorporación de la perspectiva de género sostienen que el sistema aumenta la burocracia y que ha alejado fondos y energía del trabajo por los derechos de las mujeres. [69] El movimiento de mujeres en Ghana ha adoptado una actitud hacia la incorporación de la perspectiva de género que está muy alineada con la del movimiento internacional de mujeres, que se resume mejor en un boletín informativo de 2004 de AWID: "La integración [debe destacarse] junto con el empoderamiento de las mujeres" y " parece que vale la pena retomar el empoderamiento de las mujeres y volver a ponerlo en primer plano ". [69]
La NCWD es ferviente en su postura de que el bienestar social y económico de las mujeres, que componen un poco más de la mitad de la población de la nación, no puede darse por sentado. [13] El Consejo patrocinó una serie de estudios sobre el trabajo, la educación y la capacitación de las mujeres, y sobre cuestiones familiares que son relevantes en el diseño y ejecución de políticas para mejorar la condición de las mujeres. Entre estas consideraciones, el NCWD enfatizó la planificación familiar, el cuidado infantil y la educación femenina como primordiales. [13]